# Gotthold Haekel
Matthias Wilhelm Gotthold Haekel (* 8. April 1876 in Insterburg; † 12. September 1945 in Berlin-Lichterfelde) war ein deutscher Jurist und Politiker.

## Leben
In Insterburg geboren, studierte Haekel Rechtswissenschaften und wurde 1919 mit der Dissertationsschrift Die Haftung des Reeders beim Zusammenstoß von Schiffen und Artikel 7 EG zum HGB an der Westfälischen Wilhelms-Universität Münster promoviert. Während seines Studiums wurde er Mitglied beim Verein Deutscher Studenten Königsberg.
Von 1920 bis 1933 war Haekel Mitglied des VRWiR, Vertreter der Verbraucherschaft und noch 1935 Geschäftsführender Präsident des Reichsstädtebundes e. V.
Sein weiterer Lebensweg ist nicht bekannt. Kurz nach Ende des Zweiten Weltkriegs ist er in Berlin an Ruhr verstorben.

## Schriften (Auswahl)
- Die Haftung des Reeders beim Zusammenstoß von Schiffen und Artikel 7 EG zum HGB. Dissertationsschrift Universität Münster, Münster 1920.
- Finanzausgleich und Reichssteuervereinheitlichungsgesetz. Ritter, Wiesbaden 1927.
- Die kreisangehörigen Städte zum Finanzausgleich. In: Verwaltungsakademie Berlin: Gegenwartsfragen der Kommunalverwaltung. Reimar Hobbing, Berlin 1929, S. 115–138.
- Steuerhandbuch für Gemeinden und Gemeindeverbände. Deutscher Gemeindeverlag, Berlin 1934.
- Vergnügungssteuer. Die Reichsratsbestimmungen …. Deutscher Gemeindeverlag, Berlin 1934.